# Wedung
El wedung (también Wedoeng o Wedong) es un cuchillo grande tradicional de los pueblos javaneses y balineses de Indonesia.

## Cultura
El wedung es un arma peculiar, llevada en ocasiones del estado por todos los jefes cuando están en presencia del soberano. Se lleva en el palacio (kraton) como símbolo de servidumbre al sultán para realizar tareas como cortar arbustos o incluso las labores más humildes como cortar la hierba. Por lo tanto, ya no es un arma real, sino una herramienta de trabajo que se lleva en la cadera izquierda y se usa como decoración personal. A diferencia del Keris, que solo está diseñado para hombres, el wedung puede ser usado tanto por hombres como por mujeres en el kraton.